# Удар від воріт
Правило 16 футбольних правил регламентує удар від воріт.

## Призначення удару від воріт
Удар від воріт призначається, коли м'яч, останнього разу торкнувшись гравця нападаючої команди, повністю перетнув лінію воріт, і гол не був забитий.
Якщо ж м'яч пішов за лінію воріт від гравця команди, що оборонялася, призначається кутовий.

## Проведення удару від воріт
М'яч встановлюється в будь-яку точку воротарського майданчика, і проводиться удар. Супротивники повинні знаходитися за межами штрафного майданчика. Футболіст, що ударив має право другий раз торкнутися м'яча тільки після того, як м'яч торкнеться іншого гравця.
Пробивати удар від воріт може будь-який гравець (не обов'язково воротар).
Гол, забитий з удару від воріт, зараховується, але тільки якщо він забитий команді-суперниці (тобто, попадання в свої ворота не зараховується). Гравці не штрафуються за положення поза грою, що трапилося під час удару від воріт.

## Порушення
Якщо після удару м'яч не увійшов до гри, удар перебивається.
За повторне торкання м'яча будь-якою частиною тіла, окрім рук, супротивникові призначається вільний удар.
Якщо ж повторне торкання відбулося руками:
- якщо пробиває воротар і порушення відбулося в межах штрафного майданчика, призначається вільний удар;
- у решті випадків призначається штрафний удар або пенальті (як за звичайну гру руками).

При будь-якому іншому порушенні удар переграється.